# 저우싱저

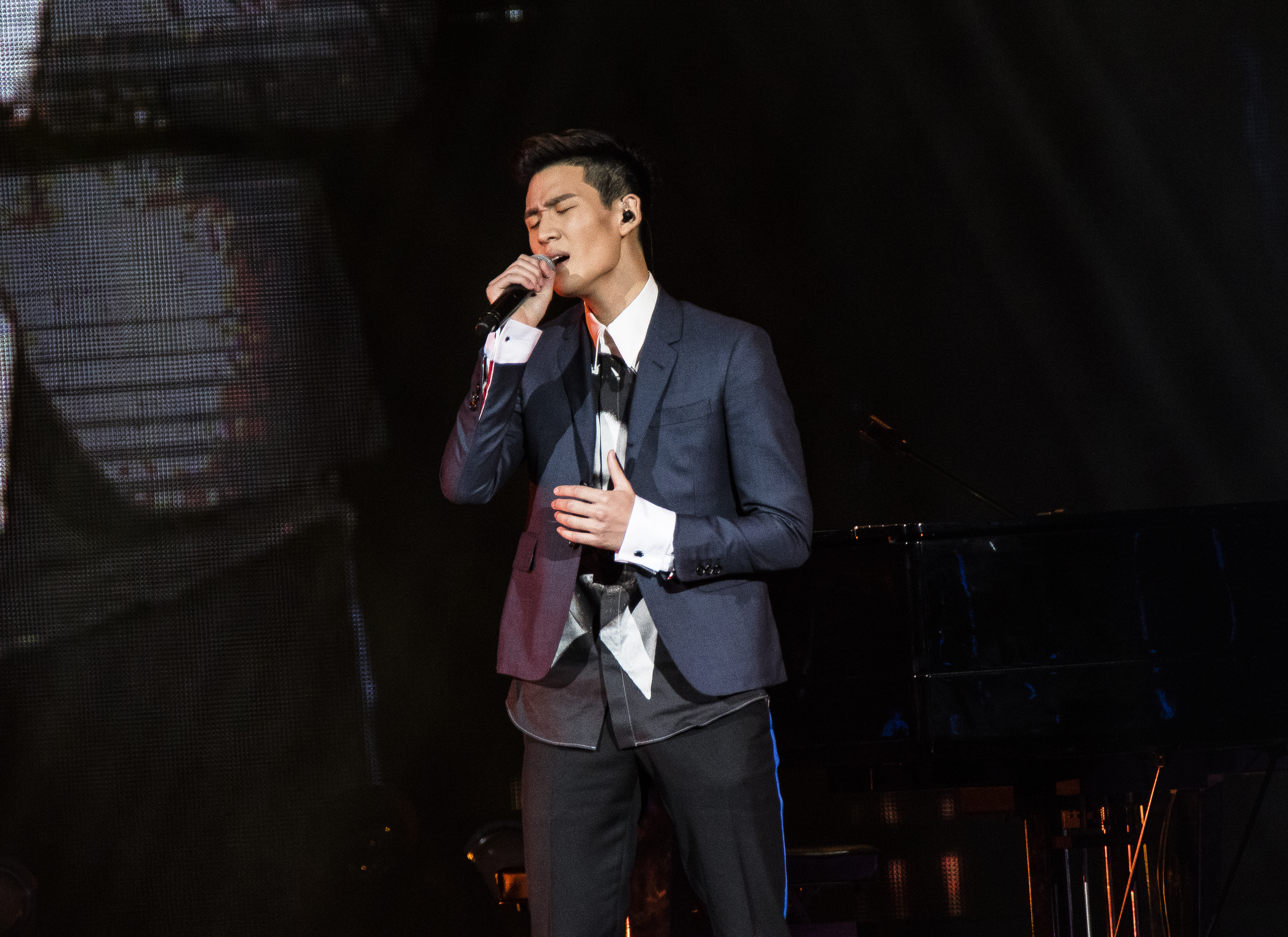

에릭 추(1995년 6월 22일 ~ ) 대만 가수다.
앞으로 친구하지마, 너, 알았지? , 비가 온 뒤, 뭐가 어때서 네 곡의 뮤직비디오는 유튜브 조회수 1억뷰를 돌파하며 중국 가수 중 1위를 기록했다.

## 생명
에릭 추 1995년 대만 출생.